# Johanne Nielsdatter
Johanne Nielsdatter ou Johanne Nilsdatter (morte en 1695), est une femme norvégienne exécutée pour sorcellerie. Son exécution fut la dernière confirmée pour sorcellerie en Norvège.

## Biographie
Elle est de Kvæfjord, dans l’actuel Troms. On ne sait presque rien d’elle. Elle est arrêtée en mars et jugée en avril. Pendant son emprisonnement, Niels Nielsen Rasch est responsable de son entretien, et elle est probablement soignée par sa fille Gertrud Rask. Elle est accusée d’avoir renoncé à son baptême, sa religion et à Dieu pour se consacrer à l'adoration de Satan, en échange d’un démon personnel nommé Knut et de la capacité à utiliser la magie. Elle admet avoir causé la maladie et la mort d’autres personnes et avoir causé le naufrage d'un bateau en affectant la météo par usage de la magie. Elle est jugée coupable et condamnée à être exécutée sur le bucher,,. 
Johanne Nielsdatter est la dernière personne à avoir été exécutée pour sorcellerie en Norvège mais pas la dernière à avoir été exécutée sur le bucher car cette méthode d’exécution est maintenue pour les personnes condamnées pour zoophilie jusqu’en 1757 au moins. Au cours du XVIIIe siècle, il y eut de nombreux procès de sorcières en Norvège, mais soit ils ne donnèrent pas lieu à des condamnations à mort, soit la documentation de ces procès est manquante et le verdict est inconnu. La loi contre la sorcellerie est abolie en Norvège en 1842.